# Coniopteryx (Coniopteryx) biroi
Coniopteryx (Coniopteryx) biroi is een insect uit de familie van de dwerggaasvliegen (Coniopterygidae), die tot de orde netvleugeligen (Neuroptera) behoort. 
Coniopteryx (Coniopteryx) biroi is voor het eerst wetenschappelijk beschreven door Enderlein in 1906.